# 佩列梅什利區

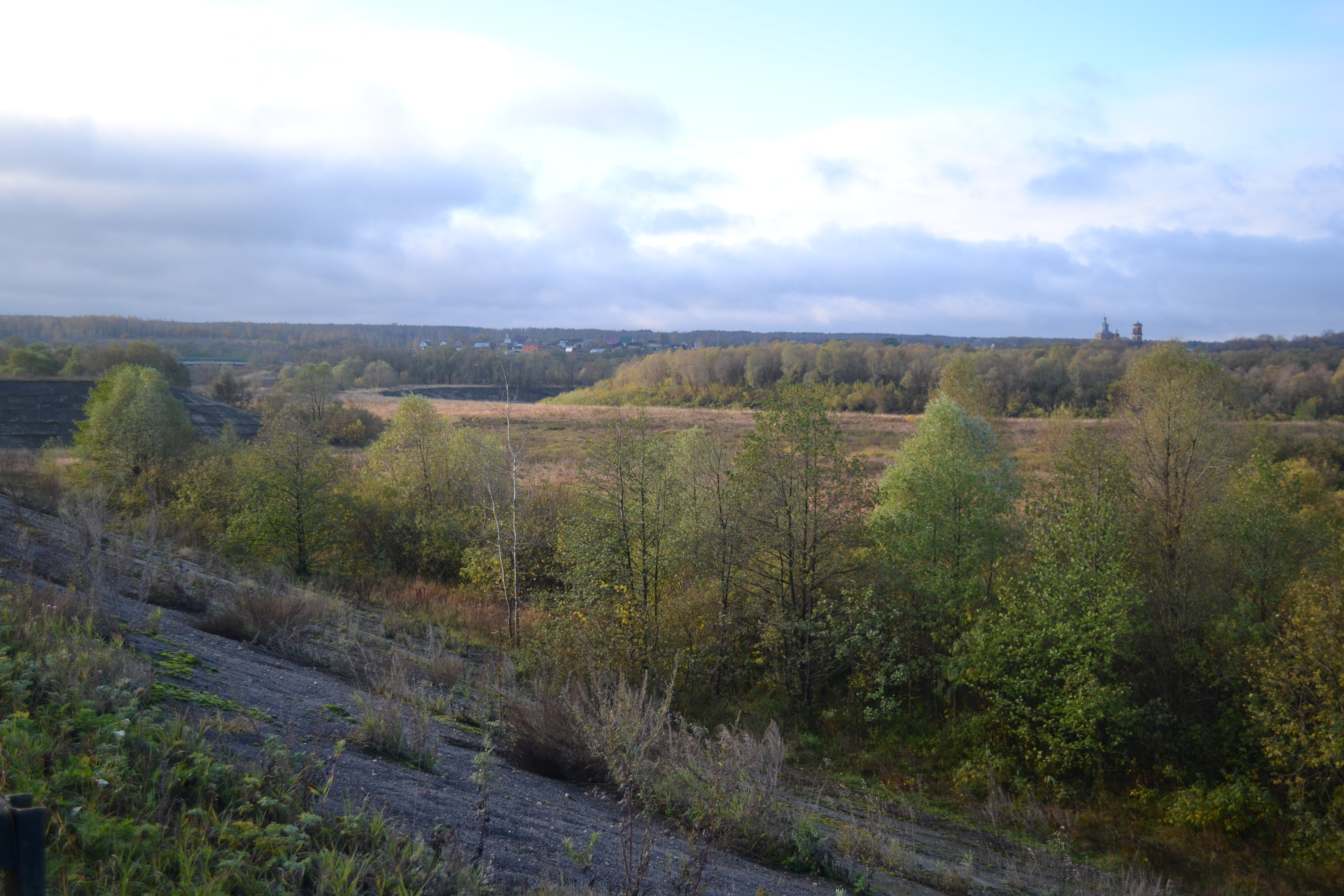

54°14′49″N 36°09′47″E / 54.24694°N 36.16306°E
佩列梅什利區（俄语：Перемышльский район），是俄羅斯的一個區，位於該國西部，由卡盧加州負責管轄，面積1,156平方公里，2010年人口14,137，人口密度每平方公里12.23人。